# Pezet
Pezet, pseudonimo di Jan Paweł Kapliński (Varsavia, 18 aprile 1980), è un rapper polacco.

## Biografia
Ha esordito da solista nell'industria discografica con l'album in studio Muzyka klasyczna (2002), che ha fatto l'ingresso al 10º posto della OLiS. Due anni dopo è uscito l'LP Muzyka poważna, arrivato sul podio della graduatoria polacca e candidato per un Fryderyk.
Anche i dischi Muzyka rozrywkowa (2007), finito in lizza per un Fryderyk, e Dziś w moim mieście (2010) sono entrati nella top ten nazionale. Muzyka rozrywkowa (2007), invece, ha ricevuto la certificazione di platino dalla Związek Producentów Audio-Video per le 30 000 unità equivalenti. Pezet si è conteso l'MTV Europe Music Award al miglior artista polacco del 2012.
L'album più fortunato è stato Muzyka współczesna, certificato diamante dalla ZPAV per aver superato le 150 000 vendite, nonché numero uno nella OLiS. Muzyka komercyjna ha anch'esso goduto di successo commerciale: classificatosi in cima alla graduatoria dischi nazionale, ha superato le 60 000 unità di vendita e ha prodotto la sleeper hit Dom nad wodą, certificata diamante per le 250 000 unità e prima numero uno del rapper nella Single w streamie.

## Discografia

### Da solista

#### Album in studio
- 2002 – Muzyka klasyczna (con Noon)
- 2004 – Muzyka poważna (con Noon)
- 2007 – Muzyka rozrywkowa
- 2009 – Muzyka emocjonalna
- 2010 – Dziś w moim mieście (con Małolat)
- 2012 – Radio Pezet. Produkcja Sidney Polak
- 2019 – Muzyka współczesna
- 2022 – Muzyka komercyjna

#### Album dal vivo
- 2012 – Live in 1500m2 (con Małolat)

#### Album di remix
- 2005 – Instrumentale (con Noon)

#### EP
- 2023 – Abstrakt EP
- 2025 – 00 EP

#### Singoli
- 2011 – Co mam powiedzieć
- 2011 – Noc jest dla mnie
- 2012 – Supergirl
- 2013 – Ostatni track
- 2013 – Na pewno
- 2016 – Co jest ze mną nie tak (con Czarny Hi-Fi)
- 2017 – Nie zobaczysz łez
- 2018 – Piroman (Projekt tymczasem)
- 2018 – Droga (con Auer)
- 2018 – Kartel (con Auer)
- 2019 – Obrazy pollocka
- 2019 – Intro (con Auer)
- 2019 – Gorzka woda (con Auer oppure feat. Paluch, KęKę, Sokół, Ten Typ Mes)
- 2019 – 98 (con Auer)
- 2020 – Góra dół góra dół (con i Rasmentalism e Schafter)
- 2020 – Dom
- 2020 – Zonda
- 2020 – Nisko jest niebo (feat. Kayah)
- 2021 – Nie muszę wracać (con Jimek)
- 2021 – Mem
- 2021 – Fenomenalny (con Szczyl)
- 2021 – Francuskie filmy (con Favst e Zalewski)
- 2021 – #1 (con Jimek)
- 2022 – Magenta (feat. Auer)
- 2022 – Jan Paweł
- 2022 – Mewa
- 2022 – Gangi w LA (con Opiat)
- 2022 – Jeden świat (con Natalia Szroeder)
- 2022 – Tonący
- 2022 – Rap Game
- 2022 – Święty bass
- 2022 – Dom nad wodą
- 2022 – Pierwszy człowiek na księżycu
- 2023 – Stary Pezet
- 2023 – Tokyo (con Szamz e Bruno)
- 2023 – Tamtego lata (radiowy) (con Deemz)
- 2024 – Tonic espresso
- 2024 – Czego chcę? (con Gree)
- 2024 – Techno
- 2024 – Mamy farta (con Margaret)
- 2024 – Wszyscy to my (con Malgorzata Walewska e Luxon)
- 2024 – Sto żyć (con Kasia Lins)
- 2025 – Zrobiłem to po swojemu (con Miszel e Premixm)
- 2025 – Zizu (con Louis Villain e Jonatan)
- 2025 – Odległość (con Favst)
- 2023 – Lepiej gonić niż złapać (con Jonatan)

### Płomień 81
- 1999 – Na zawsze będzie płonął
- 2000 – Nasze dni
- 2005 – Historie z sąsiedztwa
- 2020 – Szkoła 81